# Вакка, Фламинио
Фламинио Вакка или Вакки  (итал. Flaminio Vacca, Vacchi, 1538, Караваджо или Рим — 26 октября 1605, Рим) — итальянский мастер-мраморщик, скульптор и реставратор античных статуй.

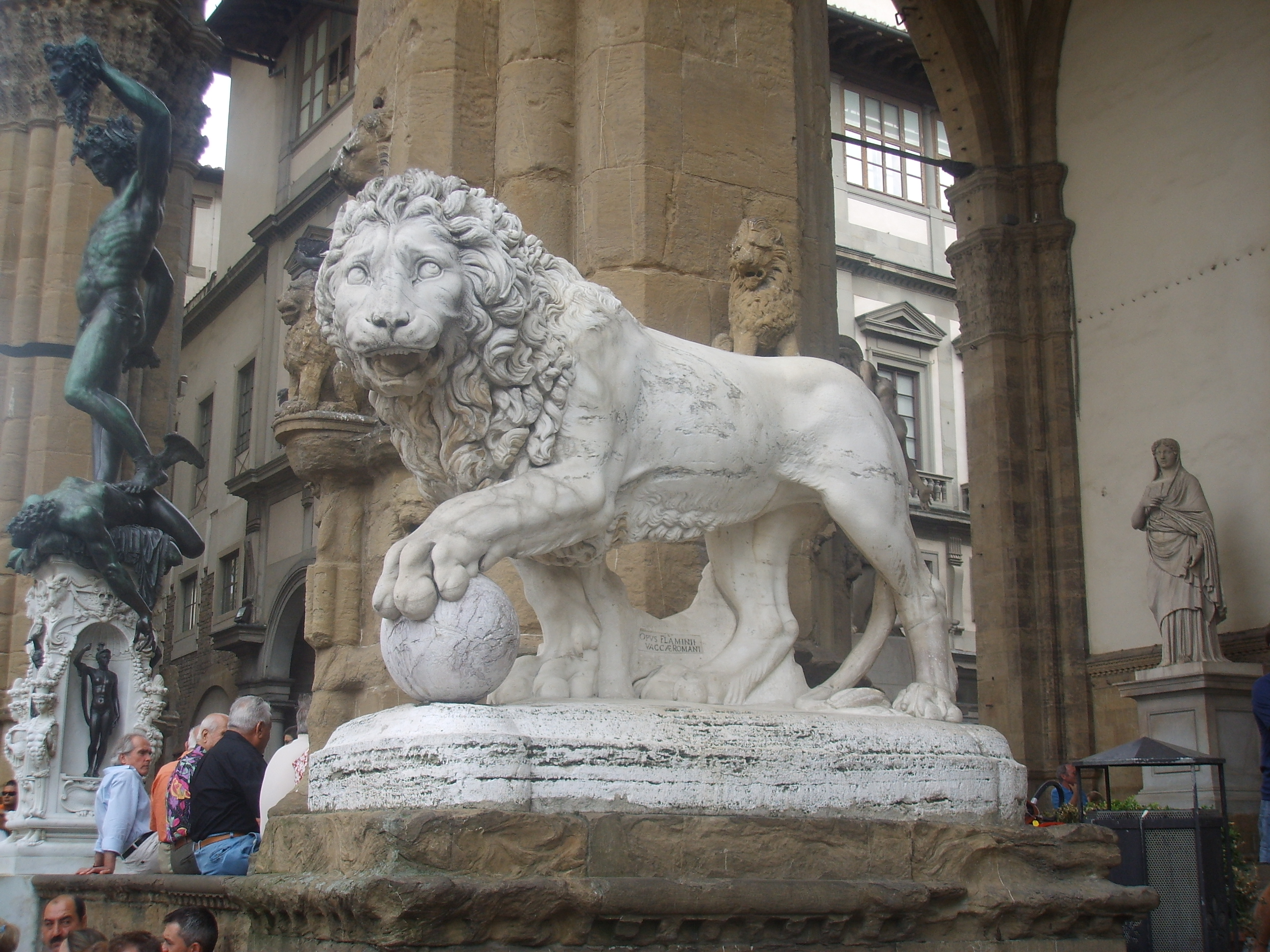
Ф. Вакка. Лев. 1600. Лоджия деи Ланци. Флоренция

## Биография
Фламинио был сыном сапожника Габриэле, родом из Ломбардии. Существует предположение о связи его фамилии с историей «о трёх коровах, происходящих с Пиренейского полуострова, которые прибыли в Рим во времена Папы Александра VI» (итал. vacca — корова). Вакка был учеником Винченцо де Росси, скульптора тосканского происхождения, обучавшегося у Баччо Бандинелли.
В 1573 году Вакка вступил в Конгрегацию виртуозов Пантеона (итал. Pontificia Insigne Accademia di Belle Arti e Letteratura dei Virtuosi al Pantheon). В 1599 году Ф. Вакка был избран «первым членом» Академии Святого Луки в Риме. Он также сотрудничал с Фульвио Орсини, историком и антикваром на службе у «великого кардинала», коллекционера античной скульптуры и мецената Алессандро Фарнезе.
Ф. Вакка является автором сочинения «Воспоминания о различных древностях, найденных в разных местах Рима» (Memorie di varie antichità trovate in diversi luoghi di Roma). Это сочинение, составленное примерно в 1594 году, было напечатано в 1704 году как приложение к «Древнему Риму» (Roma antica) Фамиано Нардини. Оно не только представляет собой ценное письменное свидетельство археологических раскопок, проводимых в то время в Риме и окрестностях, но также даёт представление о реставрационных работах и торговле «антиками», является важным источником биографии мастера. Оно содержит множество важных исторических и историографических деталей, рассказов об открытиях скульптур и руин древнеримских сооружений, позднее утраченных в результате перестроек Рима в конце шестнадцатого века при Папе Сиксте V.
Деятельность Фламинио Вакка по реставрации античных статуй была связана с двором герцогов Фарнезе, он также сотрудничал с мастерской Гульельмо Делла Порта, который в то время был официальным скульптором «великого кардинала».
Фламинио сумел собрать собственную коллекцию древностей, которую можно частично реконструировать благодаря отчётам, содержащимся в его Воспоминаниях. В этой коллекции было много античных скульптур, рассредоточенных позднее по разным европейским музеям и частным собраниям. В 1596 году художник был назначен регентом «Академии виртуозов Пантеона».
В 1599 году Фламинио Вакка создал собственный портрет из мрамора, дату которого можно прочитать в надписи на оборотной стороне: «RITRATTO DI FLAMINIO VACCA SCVLTORE ROMANO / ANNO / DOM(IN)I / M599» (Портрет Фламинио Вакка, римского скульптора, год от Рождества Христова 1599). Работа была задумана скульптором для украшения своего захоронения в Пантеоне, но в 1820 году бюст был перенесён в Кампидольо, с 1950 года хранится в Капитолийском музее.
Скончался скульптор 26 октября 1605 года от тяжёлой болезни, поразившей его в предыдущем месяце, и был похоронен в Академии виртуозов в Пантеоне, у алтаря, посвящённого святому Иосифу. Мемориальная доска видна на левой стене. Скромная эпитафия гласит: «FLAMINIO VACCAE / SCVLPTORI ROMAN (O) / QVI IN OPERIBVS QVAE FECIT / NVSQVAM SIBI SATISFECIT» (Фламинио Вакка, римский скульптор, который в своих работах никогда не был доволен собой).

## Основные произведения
Произведения Вакки можно видеть в базилике Санта-Мария-Маджоре в Риме, в капелле Папы Пия V, спроектированной Доменико Фонтана, отдельные статуи — в римских церквях Иль-Джезу, Санта-Мария-ин-Валичелла. Ему принадлежат скульптуры фонтанов на Пьяцца Навона и «Фонтана Моисея» в Риме (фигура ангела на тимпане фронтона, 1588—1589). В церкви Санта-Сузанна этому скульптору приписывают статуи пророков Иезекииля и Даниила. В церкви Сан-Лоренцо (Спелло, Умбрия) Ф. Вакка создал мраморный табернакль в капелле Сакраменто (1587).
Хронология работ:
- 1587: Мраморный табернакль Капеллы причастия в церкви Сан-Лоренцо-ин-Спелло, Умбрия
- 1588: статуя Франциска Ассизского для надгробия Папы Пия V в Сикстинской капелле церкви Санта-Мария-Маджоре. Рим
- 1588—1589: работы по оформлению «Фонтана Моисея» (горельеф «Гедеон, выбирающий солдат по способу питья» и герб Сикста V на фронтоне). Рим
- 1592—1593: статуи Иоанна Крестителя и Святого Иоанна Богослова в правом трансепте церкви Санта-Мария-ин-Валичелла (Кьеза Нуова) и одного из мраморных ангелов в третьей капелле справа в церкви Иль-Джезу. Рим
- 1597: статуи пророков Иезекииля и Даниила в церкви Санта-Сузанна (приписываются). Рим
- 1600: один из двух львов виллы Медичи в Риме. Позднее: Лоджия деи Ланци. Флоренция

### Львы Медичи
В 1576 году великий герцог Тосканы Козимо I Медичи приобрёл виллу в Риме и пожелал, чтобы украшением лестницы садового фасада виллы стала мраморная пара львов. Один из львов, опирающихся лапой на шар, представляет собой античное произведение I в. н. э. (восстановлен Джованни Скерано), второй, по образцу первого, в 1600 году создал Ф. Вакка, у него рядом с правой задней лапой есть подпись автора: «OPVS FLAMINII VACCAE ROMANI» (Произведение римлянина Фламинио Вакка).
В 1780 году обе скульптуры перенесли во Флоренцию и в 1787 году установили в Лоджии деи Ланци. На вилле Медичи скульптуры заменили копиями.
Гипсовые копии и мраморные реплики этих львов разошлись по многим городам и странам, они установлены перед дворцами, в парках и загородных виллах, в том числе в России. Скульптор Паоло Трискорни, много работавший для российской столицы, в Карраре в 1810 году выполнил мраморные реплики, они поставлены на гранитных постаментах у дома А. Я. Лобанова-Ростовского в Санкт-Петербурге (архитектор О. Монферран). Эти львы воспеты А. С. Пушкиным в поэме «Медный всадник»:

С подъятой лапой, как живые,
Стоят два льва сторожевые…

Для Академии художеств в Санкт-Петербурге были заказаны гипсовые слепки. По ним созданы отлитые из чугуна пары львов у западного фасада дворца на Елагином острове (архитектор Карл Росси, 1818—1822), на Адмиралтейской набережной, у Михайловского дворца (проекты архитектора К. И. Росси), у Воронихинской колоннады (по моделям И. П. Прокофьева, 1800—1803) и у Львиного каскада в Петергофе. Ещё одни украшали лестницу Строгановской дачи под Петербургом (архитектор А. Н. Воронихин, 1794). Позднее их перенесли на стрелку Елагина острова.